# 托氏多鰭魚
托氏多鰭魚，為輻鰭魚綱多鰭魚目多鰭魚科的其中一種。

## 分布
本魚分布於非洲十字河等流域。

## 特徵
本魚體延長呈圓柱狀，腹面橘色，體背部淺褐色至黃褐色，並散佈黑色網斑，眼睛周圍、吻與上唇與下唇散佈著褐色斑點，胸鰭，腹鰭與臀鰭在淺褐色，有不規則的深褐色的線；軟的背鰭、尾鰭、臀鰭與腹鰭有垂直的黑色線條，背鰭硬棘7-9枚；脊椎骨數63-65個，體長可達41.5公分。

## 生態
本魚棲息在雨林茂密的溪流底層水域，屬肉食性，以魚類、甲殼類及水生昆蟲等為食。能呼吸空氣而且如此能容忍溶氧量低的集中，仔魚具有外鰓。

## 經濟利用
可做為觀賞魚。